# Cetrelia braunsiana
Cetrelia braunsiana är en lavart som först beskrevs av Johannes Müller Argoviensis, och fick sitt nu gällande namn av W. L. Culb. & C. F. Culb. Cetrelia braunsiana ingår i släktet Cetrelia och familjen Parmeliaceae.   Inga underarter finns listade i Catalogue of Life.